# نورمان ميلر (سياسي)
نورمان ميلر هو سياسي كندي، ولد في 1956. حزبياً، نشط في حزب أونتاريو المحافظ التقدمي. وقد انتخب عضو برلمان مقاطعة أونتاريو عن دائرة Parry Sound—Muskoka (provincial electoral district) ‏ خلال فترته النيابية ‏.

## وصلات خارجية
- الموقع الرسمي